# هادمرسلبن
هادمرسلبن (به آلمانی: Stadt Hadmersleben) یک منطقهٔ مسکونی در آلمان است که در اوکسرزلبن (بده) واقع شده‌است. هادمرسلبن ۱٬۷۴۹ نفر جمعیت دارد.